# Palais Wallenstein

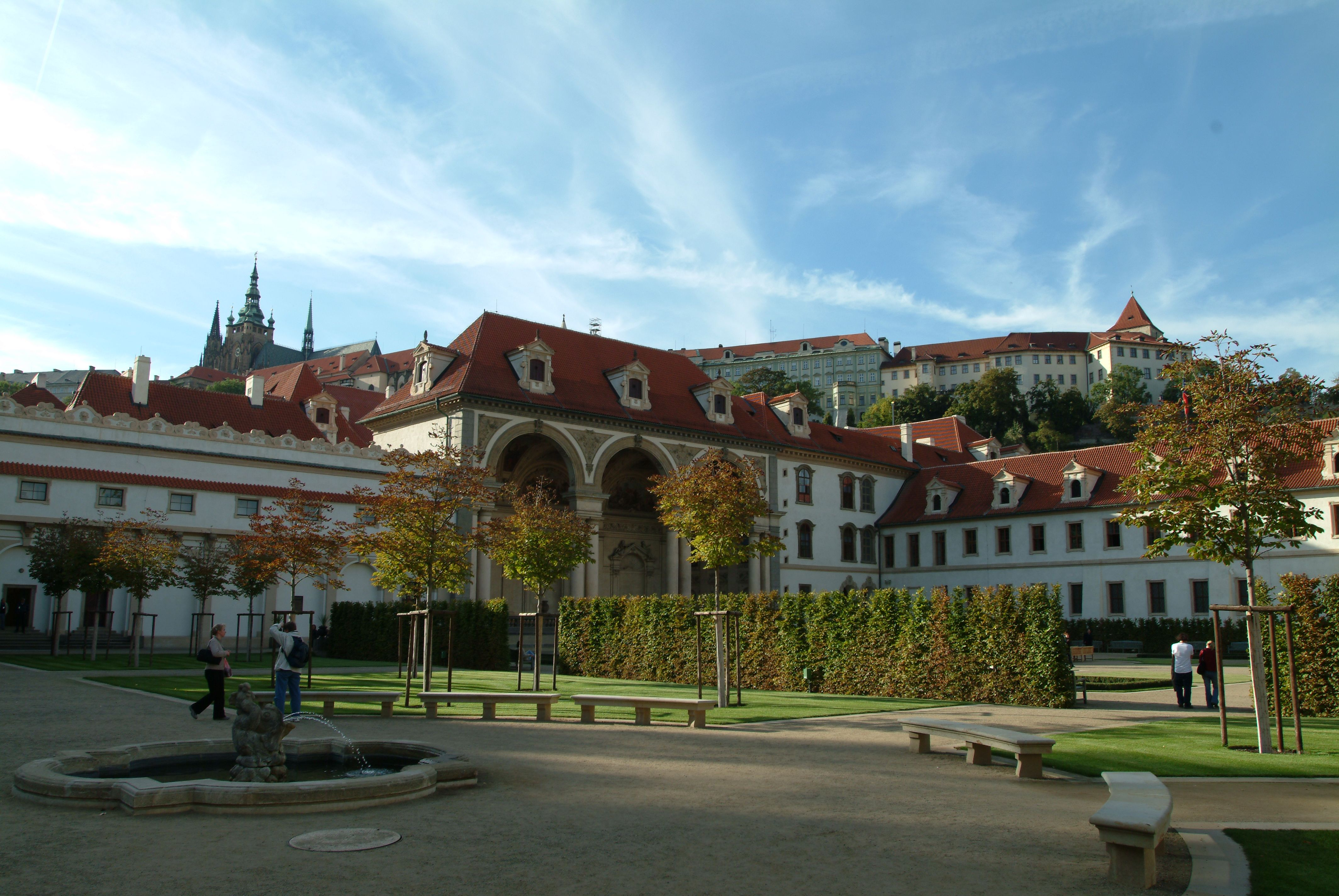
Palais Wallenstein vu depuis les jardins.

Le palais Wallenstein (en tchèque : Valdštejnský palác) est un palais construit  dans le quartier de Malá Strana à Prague en Tchéquie. C'est un très bel exemple d'architecture baroque dans sa première phase. Depuis 1992, il abrite le siège du Sénat tchèque.

## Histoire
Il est construit dans les années 1623-1630 pour Albert de Wallenstein (ou Albrecht von Waldstein), nommé général des armées impériales en 1623, prince (en 1625) puis duc (en 1627) de Friedland et (en 1629) de Mecklembourg, l'un des plus puissants et des plus riches nobles de Bohême des années troubles de la guerre de Trente Ans.

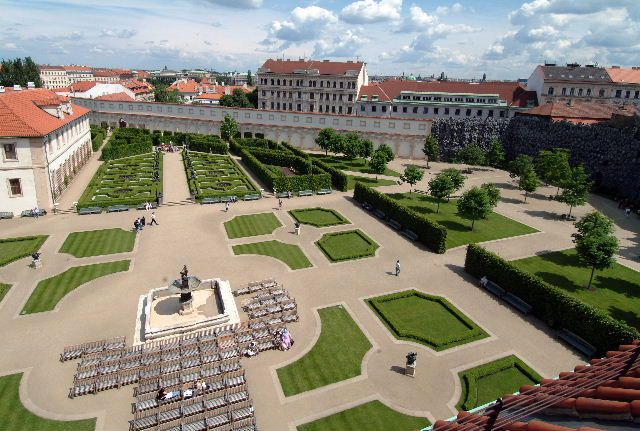
Vue aérienne des jardins depuis la salla terrena

À sa place se trouvait le palais Trčkovský, vingt-trois autres maisons, des jardins et une briqueterie.
Wallenstein fait appel aux artistes les plus en vue de son époque pour la construction de son palais de Prague comme Andrea Spezza d'Arongo, qui s'était rendu célèbre en Allemagne, Autriche et Pologne, Giovanni Pieroni, architecte de plusieurs bâtiments pour le château de Wallenstein à Jičín et Nicolò Sebregondi, actif essentiellement à Rome et Mantoue. Les jardins sont ornés de sculptures d'Adrien de Vries, auparavant sculpteur officiel de l'empereur Rodolphe II. Il crée pour les jardins un ensemble maniériste de statues et de fontaines unique en son genre. Les statues furent dérobées par la soldatesque suédoise en 1648 lors de la mise à sac de la ville par les armées protestantes. Des copies fidèles les remplacent depuis la campagne de restauration du palais entreprise entre 1912 et 1918.
Wallenstein tombe en disgrâce et est assassiné sur ordre de l'empereur en 1634. Au total, entre l'achèvement du palais et son assassinat, Wallenstein n'y a résidé que douze mois discontinus. La plupart de ses biens sont alors confisqués par la couronne mais le palais est resté dans la famille Valdštejn jusqu'en 1945. Comme la plupart des biens appartenant à la minorité allemande en général et à l'ancienne noblesse autrichienne en particulier, il est alors nationalisé et utilisé comme bâtiment administratif.

## Architecture

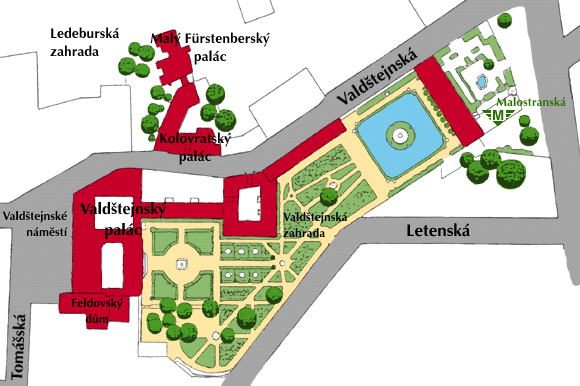
Plan du Palais et des jardins.

En soi, les dimensions même du palais sont impressionnantes puisqu'il s'étend sur 340 mètres de long et 170 dans sa plus grande largeur.
L'espace construit s'organise autour de quatre cours intérieures. Le palais principal se trouve à l'ouest et est occupé par le Sénat tchèque.
Au nord-est, les anciennes écuries servent d'espace d'expositions temporaires pour la Galerie nationale à Prague.
Le joyau du palais est la grand-salle dite des chevaliers, ornée de fresques par le peintre Baccio di Bianco qui y représente Wallenstein en Mars sur le sentier de guerre. Les parements de marbre des murs proviennent du Palais Černín (aujourd'hui, ministère des Affaires Étrangères de la République tchèque, situé à Hradčany) et ont été installées ici en 1853.

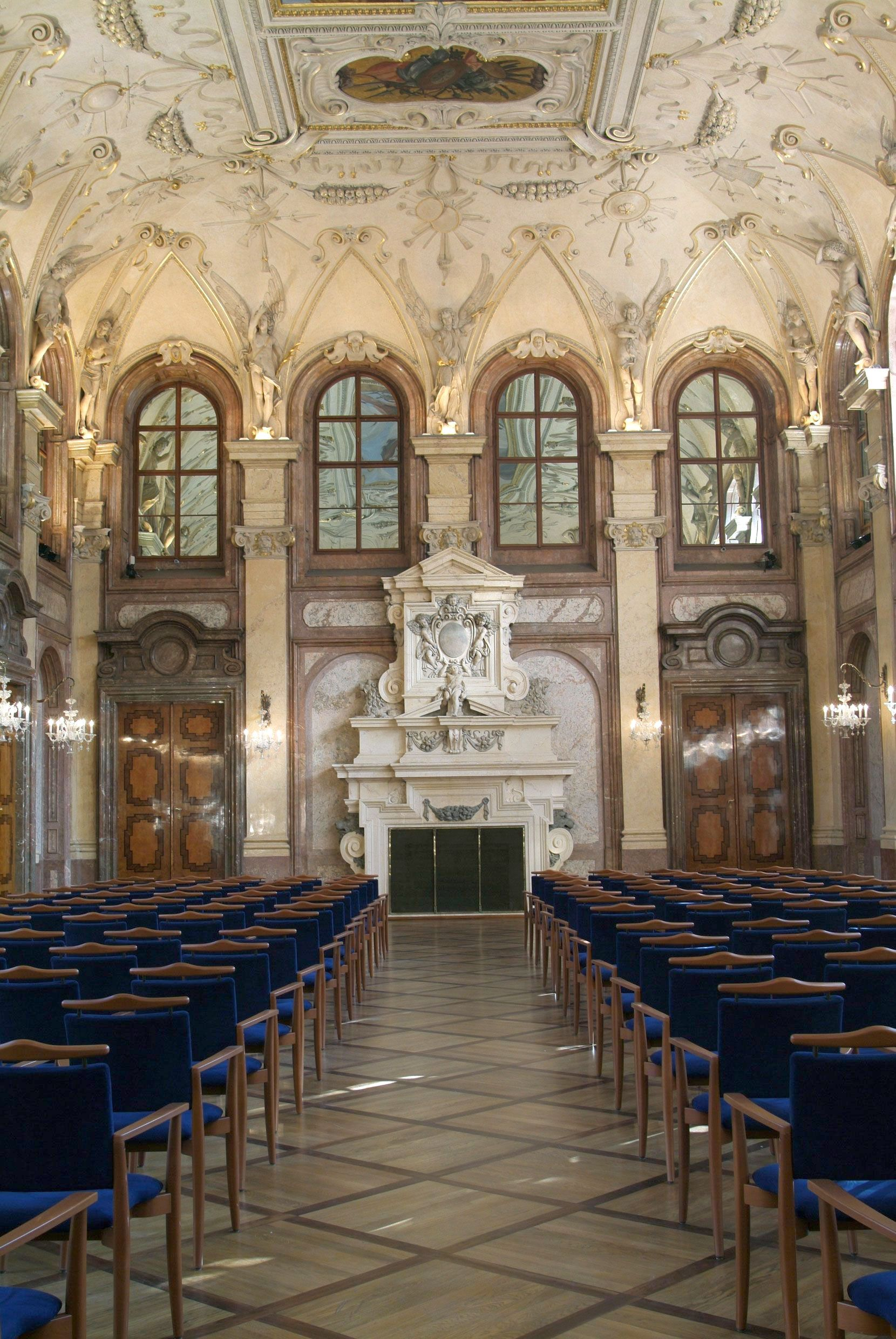
Salle dite des chevaliers.

L'antichambre attenante comprend un portrait équestre du généralissime Wallenstein ; les fresques au plafond sont l'œuvre de Petr Maixner et datent du XIXe siècle.
La salle d'audience est ornée d'une fresque d'Héphaïstos, référence transparente aux fonderies établies par Wallenstein en Bohême. Les plafonds quant à eux sont ornés de stucs dus au talent de Baccio di Bianco.
La circulation s'articule autour de deux escaliers principaux, l'un est consacré à la mythologie, l'autre à l'astronomie.
La chapelle du palais Wallenstein mérite également d'être mentionnée. Albert de Wallenstein y est encore représenté, cette fois sous les traits du saint-patron de la Bohême, Saint Venceslas, auquel elle est dédiée. L'autel et la décoration sculptée est l'œuvre d'Arnošt (Ernest) Heidelberger, un élève d'Adrien de Vries. Assez étroite et haute de seize mètres, elle donne une impression de verticalité. Sur le mur ouest, les fenêtres de l'oratoire servaient, au premier étage au duc et au second à la duchesse lorsqu'ils assistaient à la messe.
À l'ouest du complexe palatin, reliées à lui par l'aile Lobkowicz, se trouvent les écuries. Occupant 900 m2, elles se rendirent célèbres parce que chaque cheval avait son portrait dans son propre box.

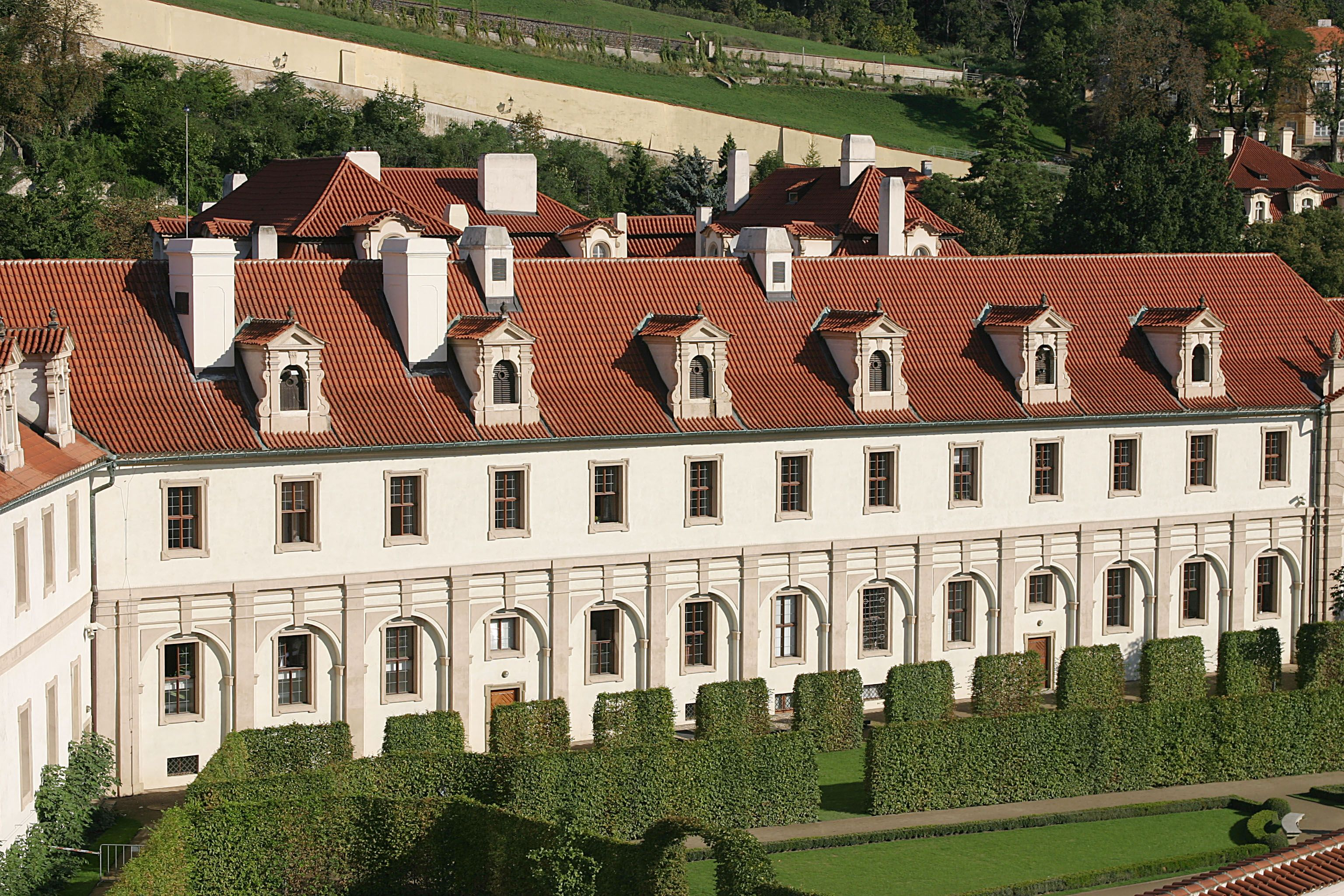
Aile Lobkowicz
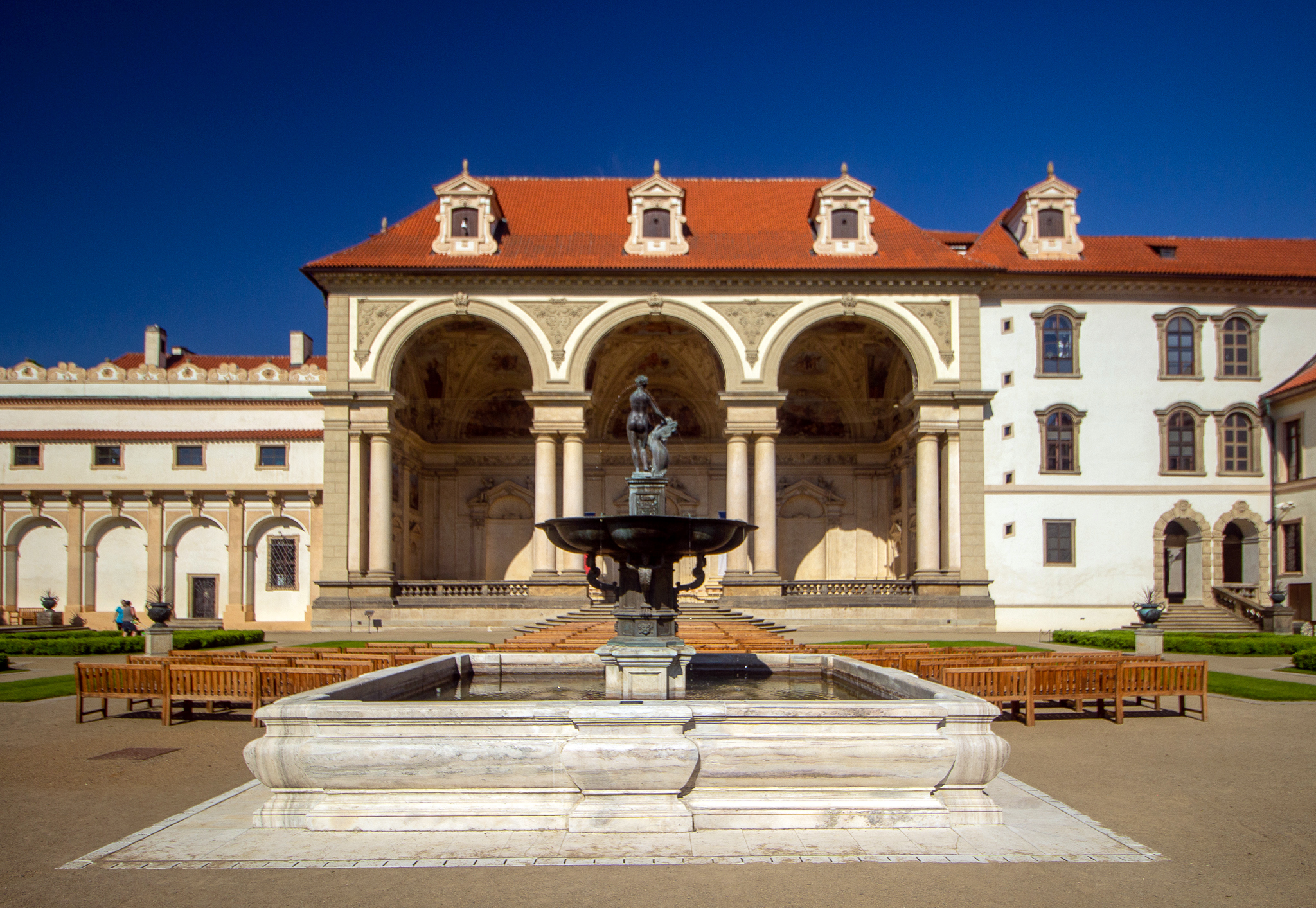
Sala Terrena
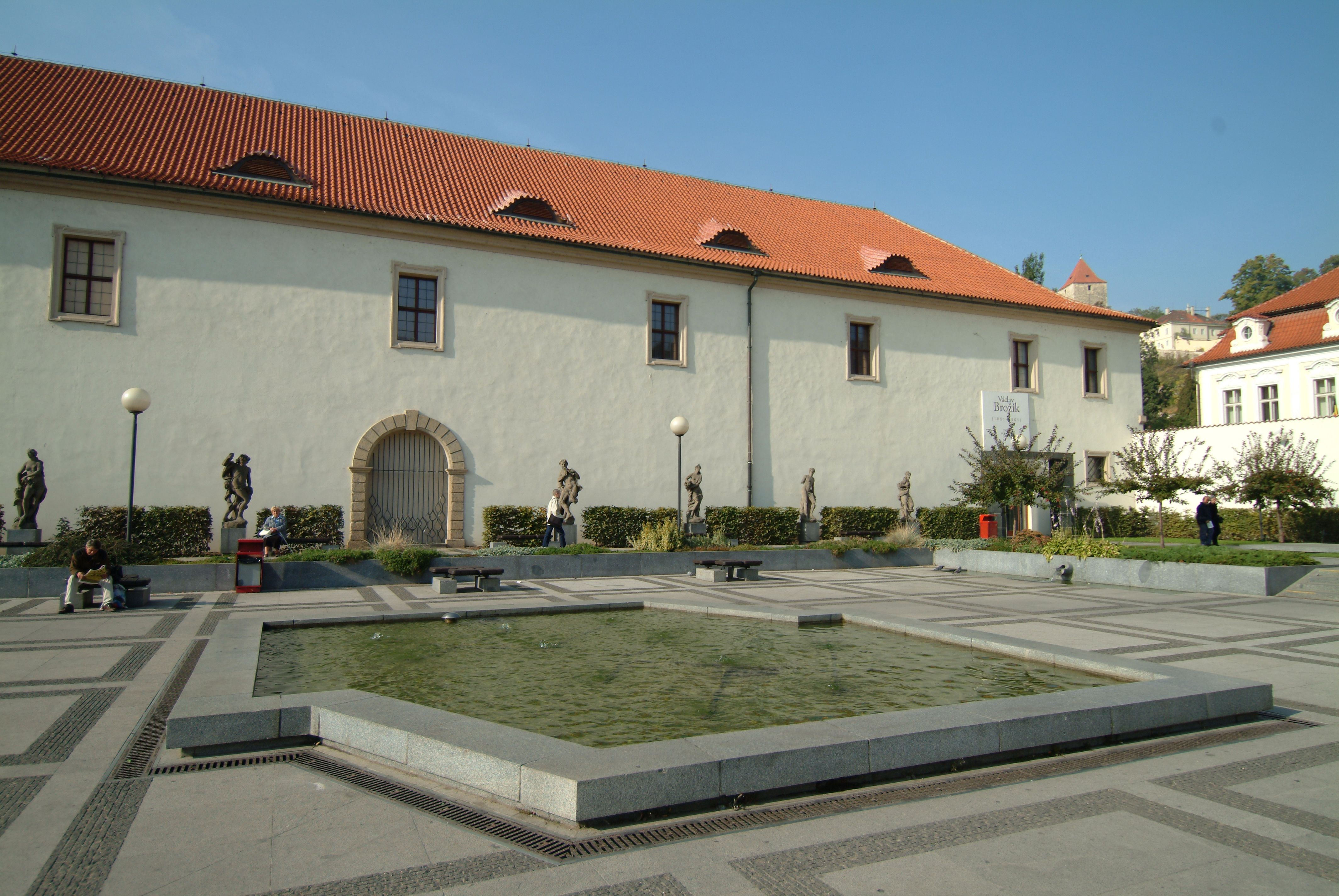
Écuries
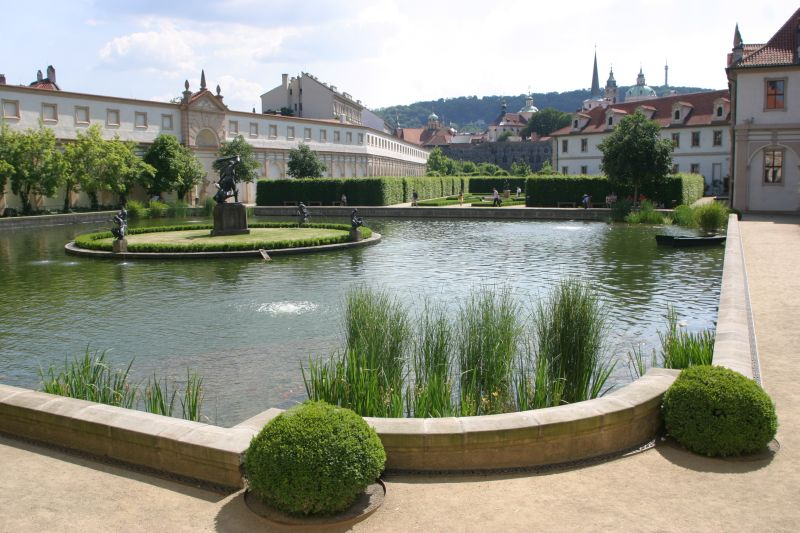
Jardins vus depuis les écuries

L'Union européenne a décerné, en 2000, au Sénat tchèque le prix Europa Nostra pour la restauration exemplaire des bâtiments.

### Jardins
Les jardins du palais sont accessibles au public. Ils sont agrémentés d'une pièce d'eau, de fontaines, d'une splendide Salla Terrena où sont donnés des concerts en été et de sculptures maniéristes par Adrien de Vries.

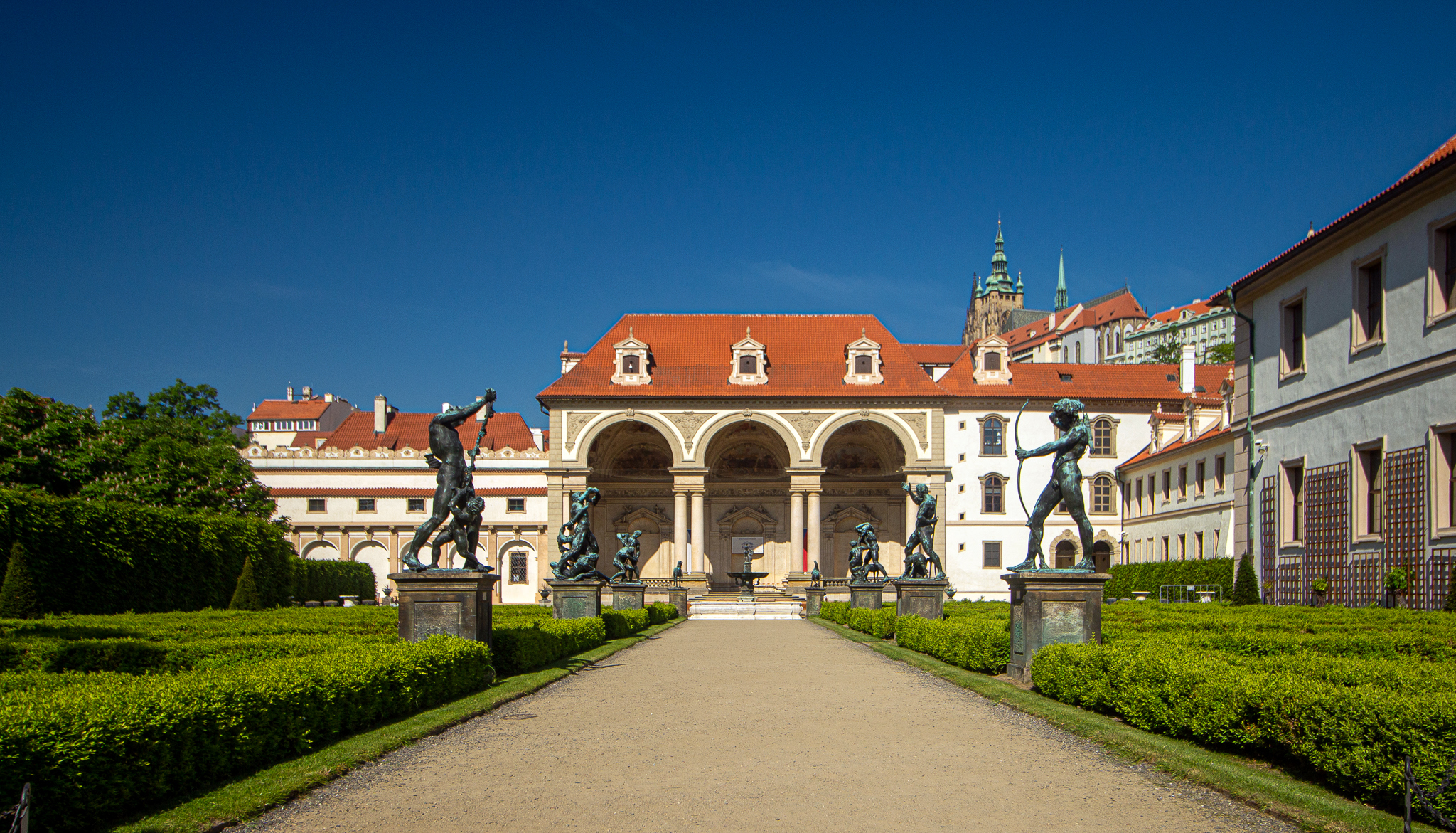
Allée des statues et Sala Terrena
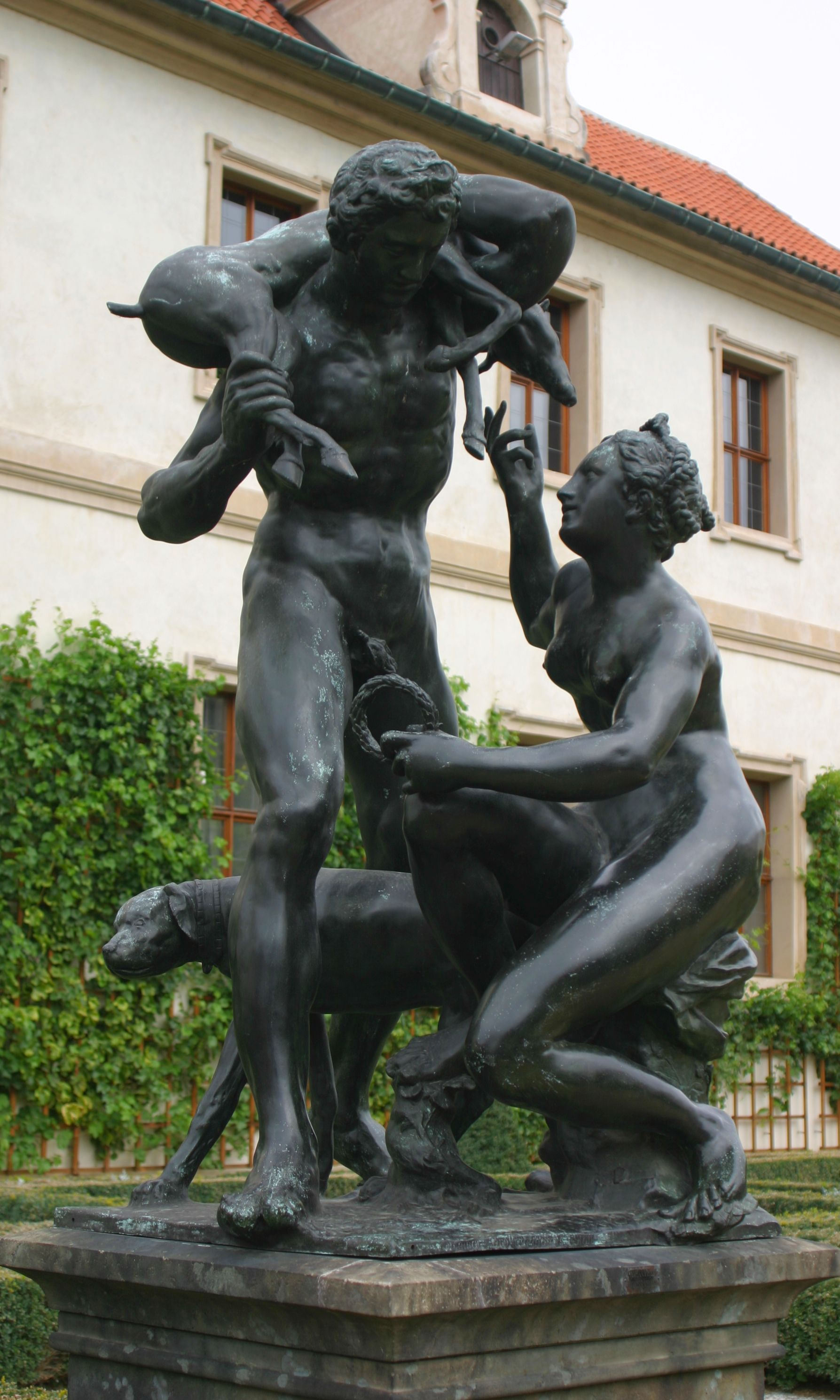
Vénus et Adonis
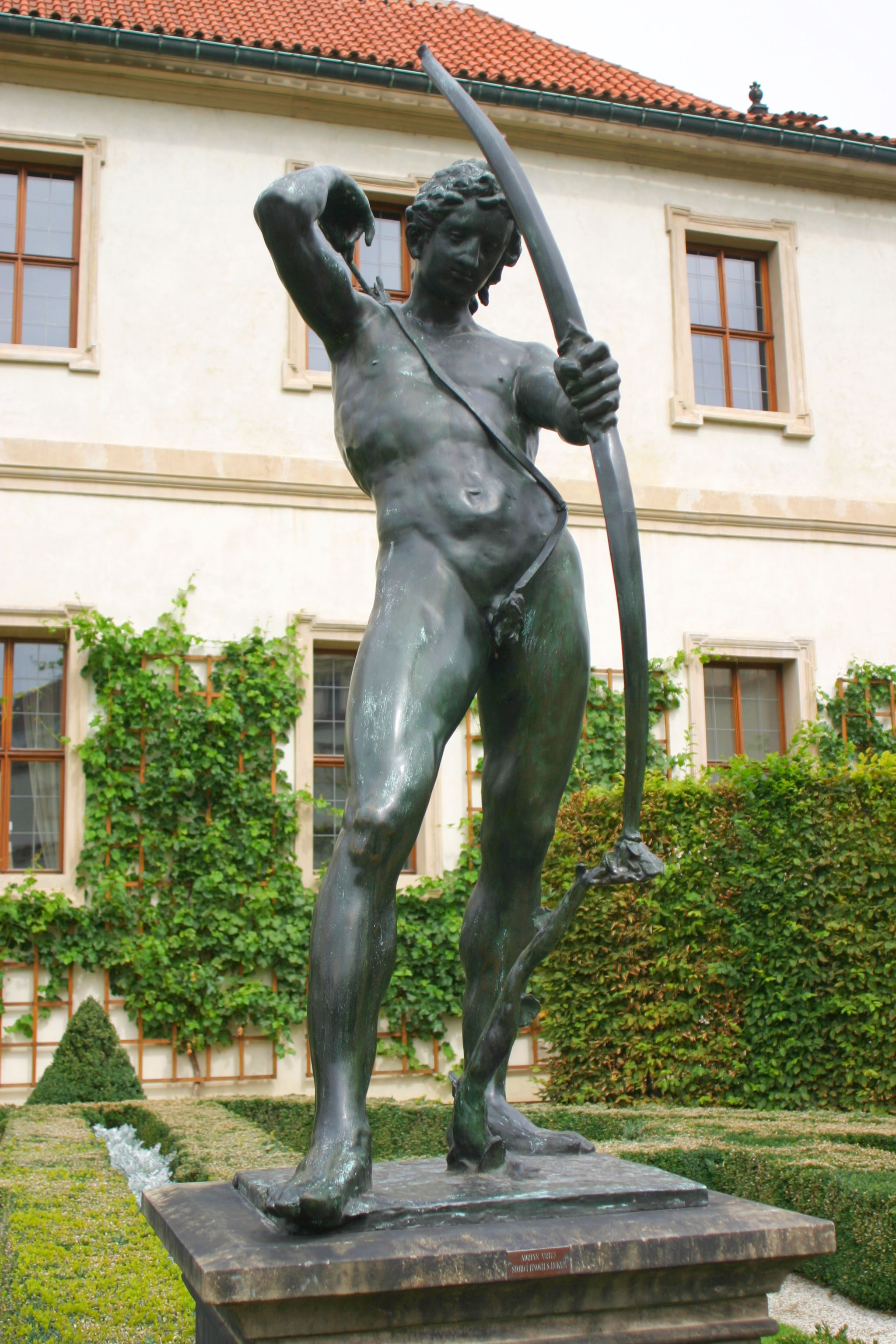
Apollon
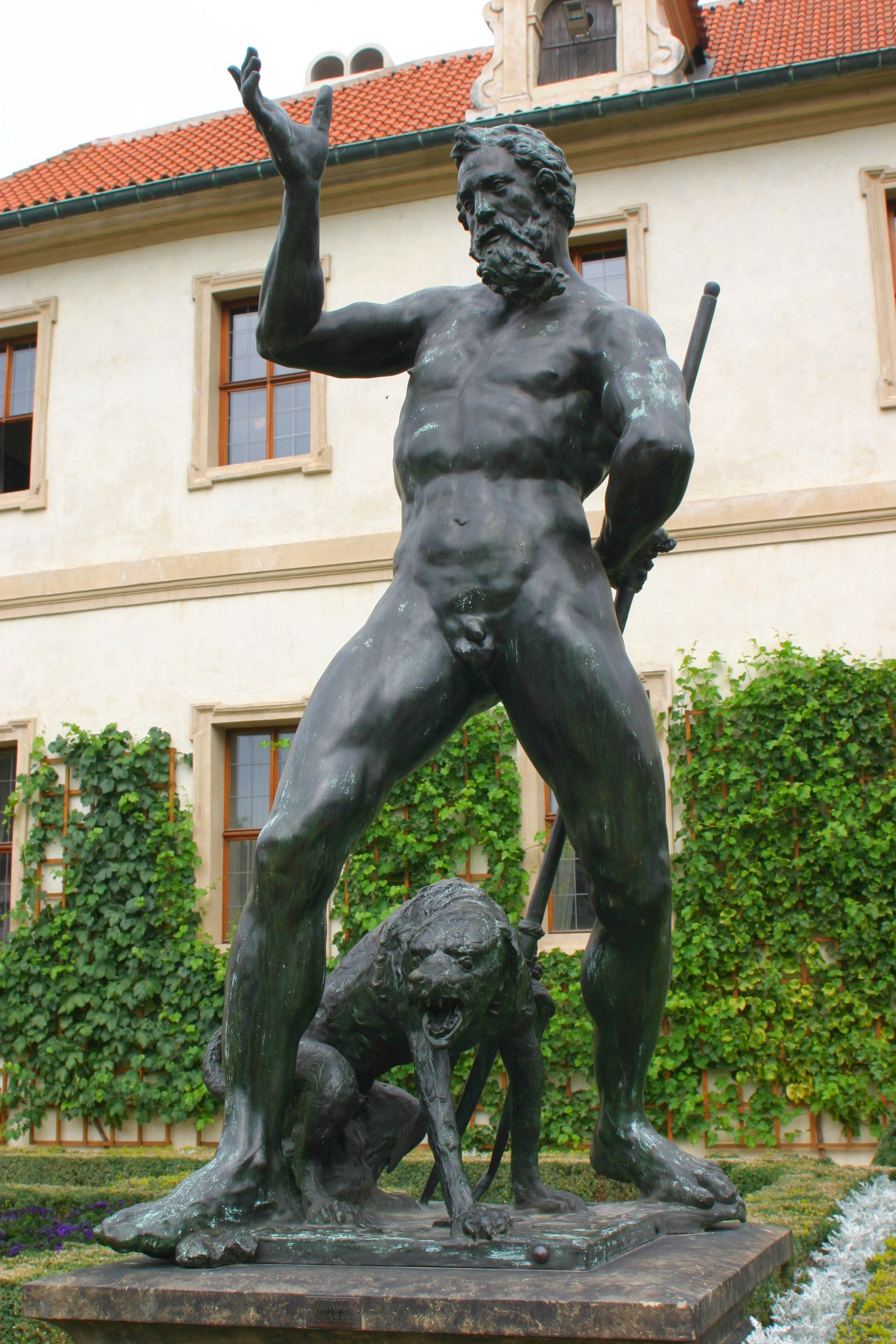
Neptune
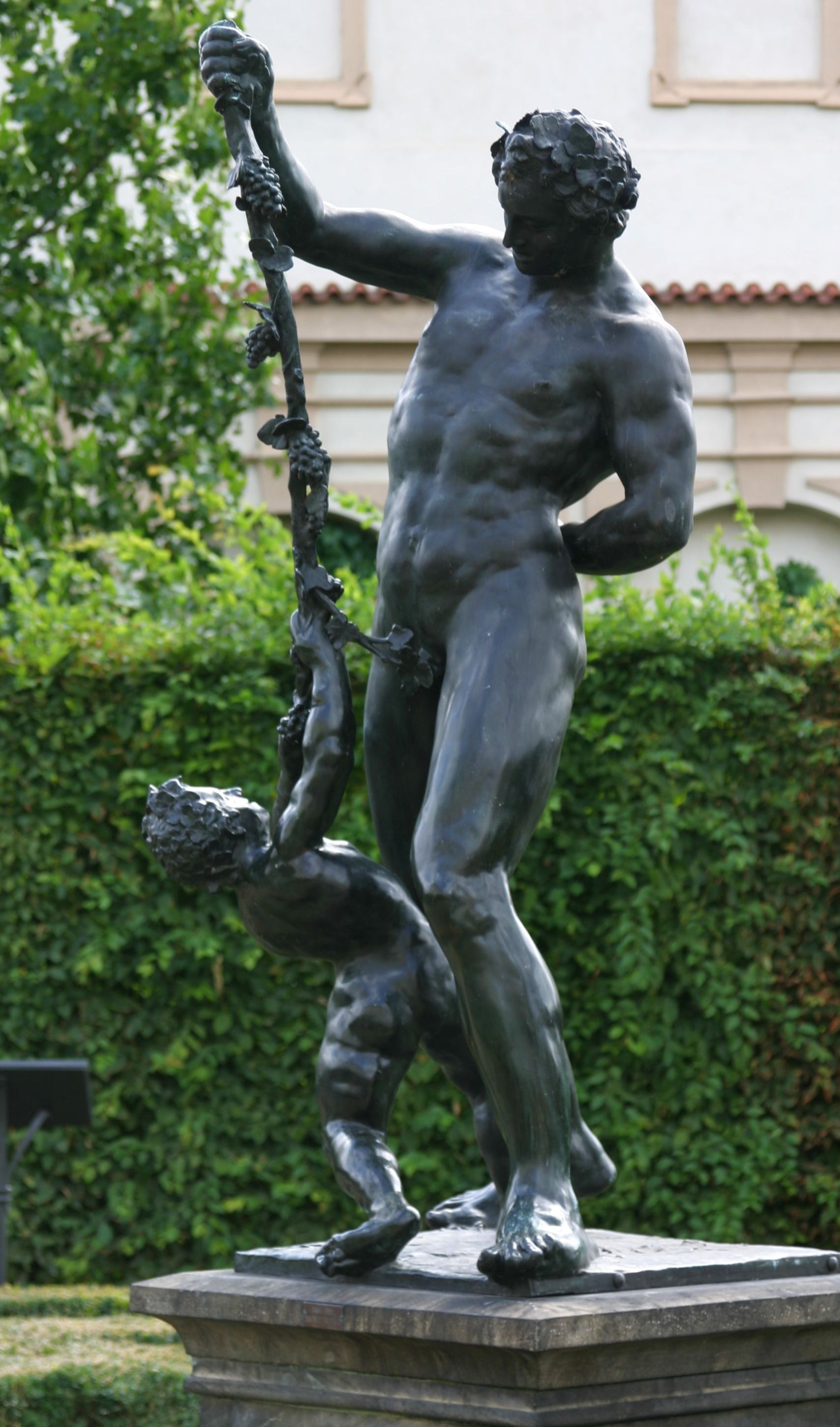
Bacchus
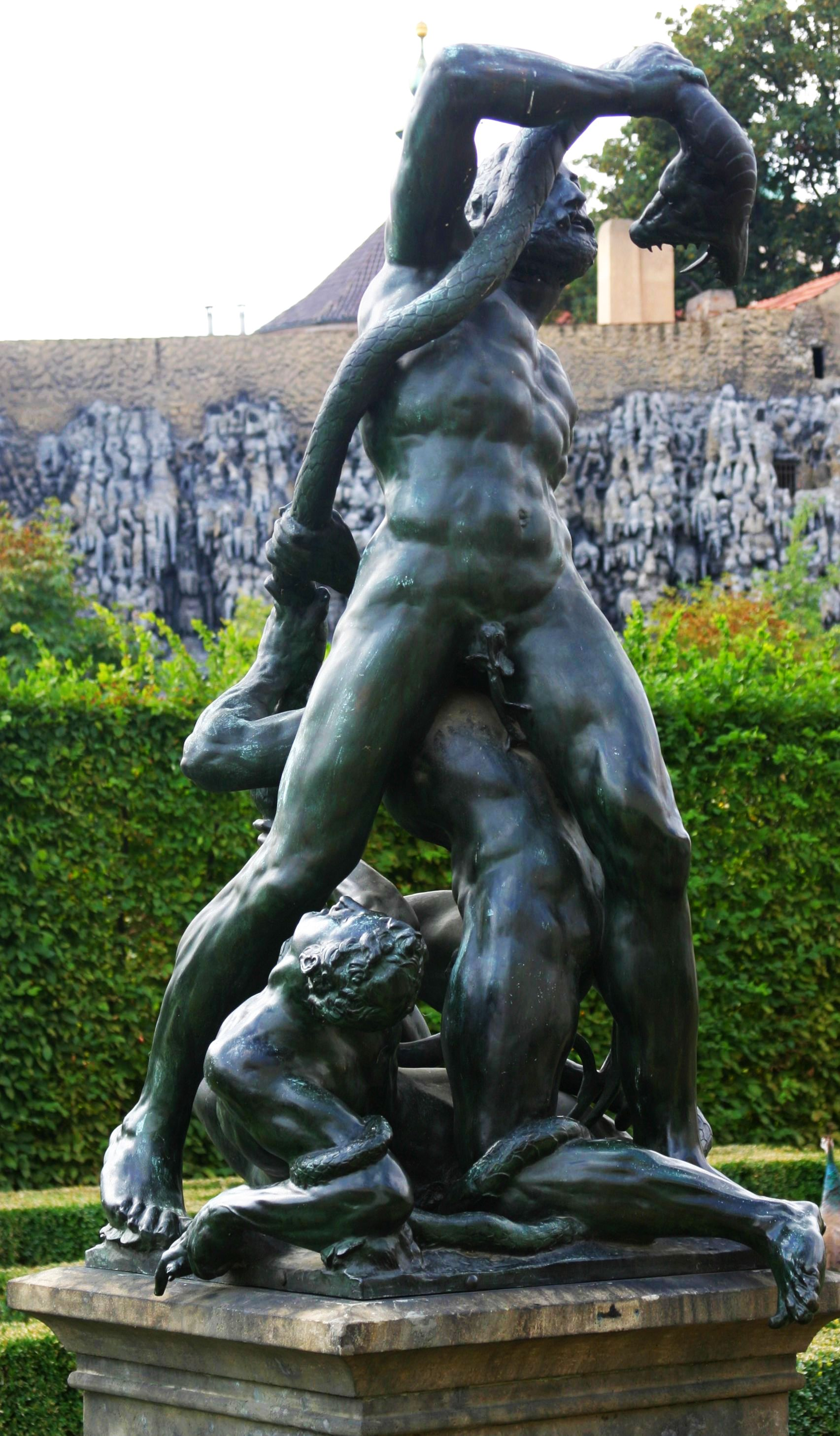
Laocoon et ses fils
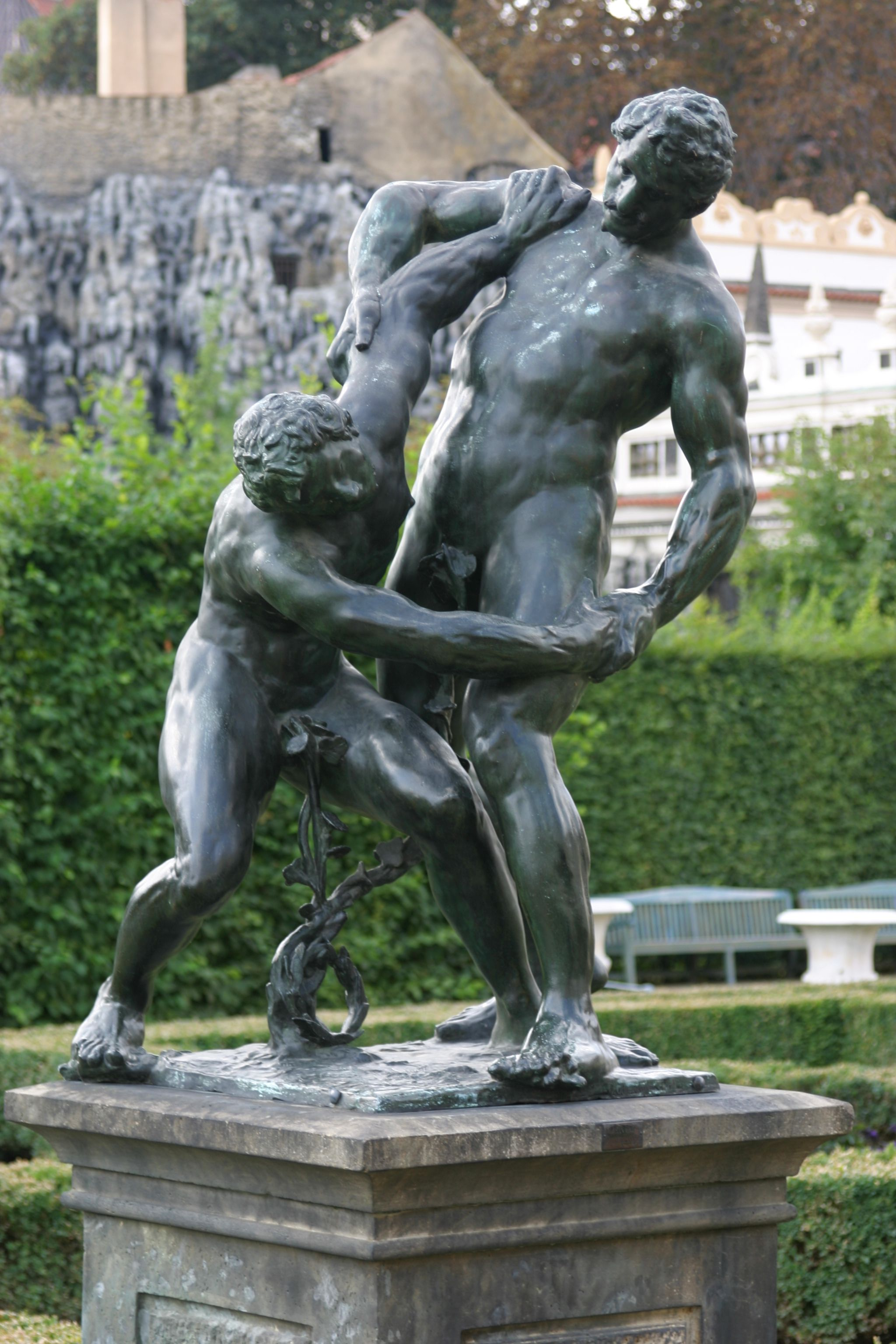
Lutteurs
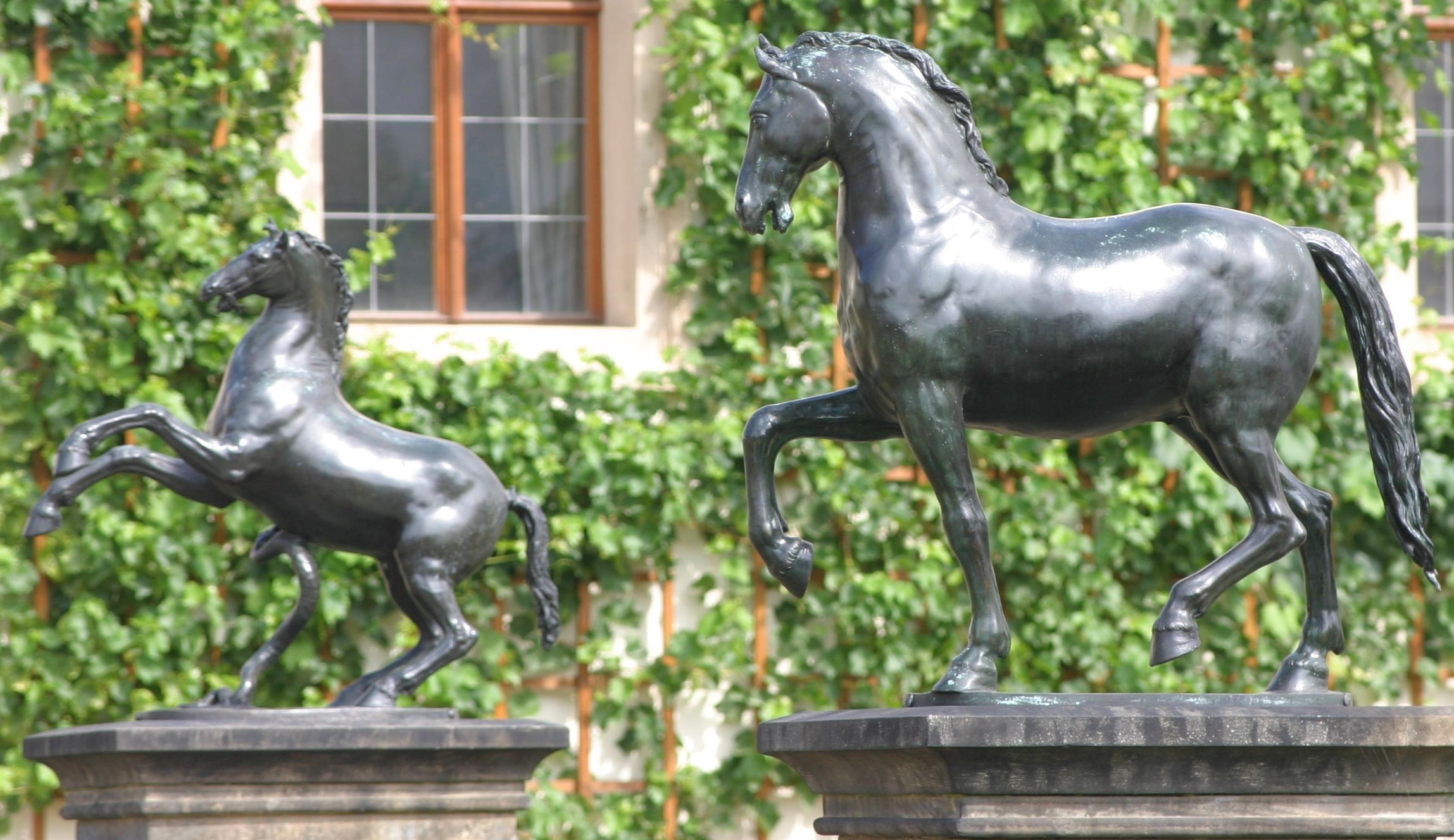
Sculptures équestres

Conçus dans le style italien en même temps que le palais, les jardins furent à la fin du XVIIIe siècle transformés dans le style anglo-chinois alors à la mode. Ils ont retrouvé leur caractère d'origine dans les années 1950 puis 1990 lors des travaux de restauration entrepris.